# Parafia Świętego Krzyża w Strzebiniu
Parafia Świętego Krzyża w Strzebiniu – parafia rzymskokatolicka w metropolii katowickiej, diecezji gliwickiej, dekanacie woźnickim.

## Historia
Miejscowość Strzebiń jest po raz pierwszy wzmiankowana w 1574. Założona została kilkanaście lat wcześniej, jako wieś rolnicza. Należała wtedy do parafii w Sadowie, od 1869 roku do parafii w Koszęcinie, a w części również do Lubszy. 27 lutego 1869 biskup wrocławski utworzył w Koszęcinie samodzielną parafię, do której przyłączono m.in. Strzebiń, Łazy i Prądy. Jej pierwszym proboszczem pozostał ks.Karol Diettrich. W 1947 w wynajętym Domu Związkowym urządzono tymczasową kaplicę. Równocześnie rozpoczęto starania o budowę nowego kościoła parafialnego, którego budowniczym był ks. proboszcz Erwin Muszer. Wzniesiono go w latach 1949 – 1951. Wieżę kościelną ukończono w 1984. To dzięki uporowi ks. Erwina Muszera powstała świątynia i na jego też prośbę przyjęła wezwanie Krzyża Świętego. To on również przywiózł do Strzebinia krzyż, który znalazł wyrzucony z kaplicy zamkowej w Koszęcinie. W późniejszym czasie umieszczono go nad wejściem do kościoła. 15 kwietnia 1950 przy nowym kościele została erygowana samodzielna stacja duszpasterska. W następnym roku dokonano konsekracji kościoła, a parafię Świętego Krzyża w Strzebiniu erygowano dekretem Biskupa Katowickiego z 1957. Obecnie parafia prowadzi księgi: chrztów, ślubów i zgonów od 1947. W przedsionku kościoła parafialnego wisi tablica pamiątkowa ufundowana przez parafian z wdzięczności dla ks. proboszcza Erwina Muszera.

### Zwyczaje procesji i pielgrzymek
Choć główny odpust w Strzebiniu obchodzony jest z okazji uroczystości Podwyższenia Krzyża Świętego (14 września), to jednak od lat w parafialny kalendarz wpisane są także inne święta. 25 maja odbywa się w miejscowości wielka procesja z figurą św. Urbana. Na ulice wychodzą wtedy tysiące mieszkańców, którzy razem z chórem i orkiestrą zmierzają szlakiem do czterech stacji w różnych dzielnicach. Wtedy organizowany jest też jeden z trzech parafialnych festynów. Dwa pozostałe, odbywają się na św. Jana Chrzciciela (24 czerwca) w Łazach, i z okazji wspomnienia św. Jacka (17 sierpnia) na Bukowcu. Swoją tradycję ma w Strzebiniu również Dzień Chorego, obchodzony w zupełnie inny sposób niż gdziekolwiek indziej, bo w uroczystość Świętych Piotra i Pawła 29 czerwca. To szczególny dzień dla chorych i całej parafii. Odprawiana jest wtedy specjalna Msza św. z sakramentem namaszczenia. Po niej odbywa się spotkanie w Domu św.Franciszka. Corocznie w czerwcu, na zakończenie roku szkolnego, ze Strzebinia z grupą kilkuset osób, głównie młodzieży, wyrusza piesza pielgrzymka na Jasną Górę.

### Pogotowie modlitewne
Jedną z inicjatyw parafii jest działające w Strzebiniu "pogotowie modlitewne". Powstało ono na bazie Wspólnoty Miłosierdzia Bożego, która obok Wspólnoty Franciszkańskiej, Żywego Różańca i Grupy Adoratorów stanowi zaplecze modlitewne parafii. Od 1991 w każdy trzeci piątek miesiąca organizowana jest Godzina Miłosierdzia Bożego o godz. 15.00, po której odprawiana jest Msza święta.

## Duszpasterze
Lista księży pełniących posługę duszpasterską w Parafii na przestrzeni lat:
- 1950–1957 ks. Erwin Muszer – kurator
- 1957–1969 ks. Erwin Muszer – proboszcz
- 1963-08-31 – 1967-09-01 ks. Jan Cichowski – wikariusz
- 1969–1974 ks. Jerzy Patalong – proboszcz
- 1974-08-25 – 1975-01-19 ks. Jerzy Cedzich – administrator
- 1975-01-20 – 2001-08-31 ks. Jerzy Cedzich – proboszcz
- 1994-08-27 – 1999-08-20 ks. Rafał Szot – wikariusz
- 1999-08-21 – 2001-08-31 ks. Klaudiusz Kłaczka – wikariusz
- 2001-09-01 – 2005-04-22 ks. Jerzy Cedzich – senior
- 2005 – 2014-07-13 ks. Klaudiusz Kłaczka – proboszcz
- 2008-24.10.2021 ks. Rudolf Beer – emeryt(+24.10.2021)
- 2014- ks. dr Sebastian Marecki - proboszcz

Księża pochowani na terenie parafii:
- Ks. Erwin Muszer (+ 14.09.1982) – proboszcz, budowniczy kościoła parafialnego w Strzebiniu
- Ks. Jerzy Cedzich (+ 22.04.2005) – proboszcz
- Ks. Klaudiusz Kłaczka (+ 13.07.2014) – proboszcz

## Do parafii należą[2]
- Strzebiń oraz części miejscowości (dawniej samodzielne jednostki)
  - Bukowiec
  - Łazy
  - Dubiele
  - Kurzychowe - Sitki